# Аргентинська конфедерація
Аргентинська конфедерація (ісп. Confederación Argentina) — державне утворення, що існувало з 1831 по 1860 роки на території сучасних аргентинських провінцій Санта-Фе, Буенос-Айрес, Ентре-Ріос, Коррієнтес, Тукуман, Сальта, Жужуй, Сантьяго-дель-Естеро, Катамарка, Кордова, Ла-Ріоха, Сан-Хуан, Сан-Луїс, Мендоса, а також Парагваю (де юре). Після 1853 року провінція Буенос-Айрес вийшла зі складу конфедерації і проголосила себе незалежною державою. 1860 року Буенос-Айрес разом з Аргентинською конфедерацією утворили державу Аргентина.